# 章紹洙
章紹洙，浙江省寧波府鄞縣人，字鲁泉，号北蒙，又号伯愚。內閣中書章鏊之子，生母為趙氏，監生章忠型之孫子。胞兄為監生章詠沂，胞弟有師濂、述洨、祖洛、景涑、憲潞、秉漈六人，另有胞姊妹四人。妻張氏為監生兼候選同知張景翰之次女。胞伯章鋆是状元出身，族居鄞县西双桥。

## 生平
同治四年 (1866年) 正月十三日吉時出生，系浙江寧波府鄞縣學附生。
光緒十一年中舉，光緒十二年（1886年），參加光緒丙戌科殿試，具體名次為浙江鄉試中式第三十九名，會試中式第七十九名。殿試第二甲第七十七名，朝考第一等第七十二名。同年五月，著主事分部學習。
光緒十五年十二月，選授直隸束鹿縣知縣。光緒十六年四月，丁繼母憂，至光緒十八年服滿，歸原省候補，歷署行唐、武邑及無極等縣知縣。
光緒三十年八月，奏補慶雲縣知縣，大力倡導改行憲政及地方自治。光緒三十三年五月，經升任督臣徐世昌及調任撫臣朱家寶調吉，派充公署秘書官。該年九月，代理長春府知府。光緒三十四年十月，調署民政司僉事。宣統元年五月，奏請開去直隸慶雲縣知縣底缺，留於吉林補用。吉林巡抚陈昭常於宣統二年三月九日《奏請以章紹洙補濱江廳同知》評價現年四十五歲的他「才識穩練，學問淹通，前在長春府任內，辦理各項新政，均有成效」，故而奏請升其為濱江廳同知，本年十二月二十八日卸任，由林世瀚代理。民國七年 (1918) 夏旬卒于京师。

## 評價
袁世凱：「來稟閱悉。融會中西政治家言，於憲法源流，了如指掌，此等筆墨，豈易於簿領中求之！」、「兩稟及夾單均悉。批閱之餘，覺識解明通，才猷卓絕，合新舊學術融為一爐，於政界情形洞若觀火。具此詣力，久困末吏，未免老驥伏櫪之嗟，知人不明，引為深恨。仰即料理來津，以便商詢事件。」